# Psammophylax togoensis
Espèce
Synonymes
- Psammophis togoensis Matschie, 1893
- Rhamphiophis togoensis (Matschie, 1893)
- Psammophylax acutus togoensis (Matschie, 1893)

Psammophylax togoensis est une espèce de serpents de la famille des Lamprophiidae.

## Répartition
Cette espèce se rencontre :
- au Ghana ;
- au Togo ;
- en Côte d'Ivoire ;
- au Cameroun ;
- en Ouganda.

## Étymologie
Son nom d'espèce, composé de togo et du suffixe latin -ensis, « qui vit dans, qui habite », lui a été donné en référence au lieu de sa découverte, le Togo.

## Publication originale
- Matschie, 1893 : Einige anscheinend neue Reptilien und Amphibien aus West-Afrika. Sitzungsberichte der Gesellschaft Naturforschender Freunde zu Berlin, vol. 1893, p. 170–175 (texte intégral).